# Колумбус (Миннесота)
Колу́мбус (англ. Columbus) — город в округе Анока, штат Миннесота, США. По данным переписи за 2010 год число жителей города составляло 3914 человек.

## Географическое положение
По данным Бюро переписи населения США город имеет общую площадь в 123,7 км² (116,3 км² — суша, 7,4 км² — вода).

## История
Тауншип был заселен в 1855 году, а зарегистрирован в 1857 году. Он был назван в честь Кристофера Колумбуса. Колумбус стал городом в 2006 году, до этого он имел статус тауншипа.

## Население
| Год переписи | Нас. |  | %±     |
| ------------ | ---- |  | ------ |
| 1940         | 658  |  | —      |
| 1950         | 748  |  | 13,7%  |
| 1960         | 908  |  | 21,4%  |
| 1970         | 1999 |  | 120,2% |
| 1980         | 3232 |  | 61,7%  |
| 1990         | 3690 |  | 14,2%  |
| 2000         | 3957 |  | 7,2%   |
| 2010         | 3914 |  | −1,1%  |
| 2016         | 4016 |  | 2,6%   |

По данным переписи 2010 года население Колумбуса составляло 30 598 человек (из них 51,9 % мужчин и 48,1 % женщин), в городе было 1416 домашних хозяйств и 1119 семьи. На территории города было расположено 1464 постройки со средней плотностью 11,8 построек на один квадратный километр суши. Расовый состав: белые — 93,6 %, афроамериканцы — 0,7 %, азиаты — 3,6 %, коренные американцы — 0,6 %.
Население города по возрастному диапазону по данным переписи 2010 года распределилось следующим образом: 22,3 % — жители младше 18 лет, 3,8 % — между 18 и 21 годами, 62,7 % — от 21 до 65 лет и 11,2 % — в возрасте 65 лет и старше. Средний возраст населения — 45,3 лет. На каждые 100 женщин в Колумбусе приходилось 107,7 мужчин, при этом на 100 совершеннолетних женщин приходилось уже 104,3 мужчин сопоставимого возраста.
Из 1416 домашних хозяйств 79,0 % представляли собой семьи: 69,1 % совместно проживающих супружеских пар (24,3 % с детьми младше 18 лет); 5,2 % — женщины, проживающие без мужей и 4,8 % — мужчины, проживающие без жён. 21,0 % не имели семьи. В среднем домашнее хозяйство ведут 2,76 человека, а средний размер семьи — 3,08 человека. В одиночестве проживали 15,5 % населения, 5,9 % составляли одинокие пожилые люди (старше 65 лет).

## Экономика
В 2016 году из 3346 человек старше 16 лет имели работу 2295. При этом мужчины имели медианный доход в 53 237 долларов США в год против 44 453 долларов среднегодового дохода у женщин. В 2014 году медианный доход на семью оценивался в 84 589 $, на домашнее хозяйство — в 77 727 $. Доход на душу населения — 34 691 $ в год.